# Geçitboyu, Musabeyli
Geçitboyu là một xã thuộc huyện Musabeyli, tỉnh Kilis, Thổ Nhĩ Kỳ. Dân số thời điểm năm 2010 là 129 người.